# 大船遺跡
座標: 北緯41度57分27.7秒 東経140度55分31.6秒 / 北緯41.957694度 東経140.925444度

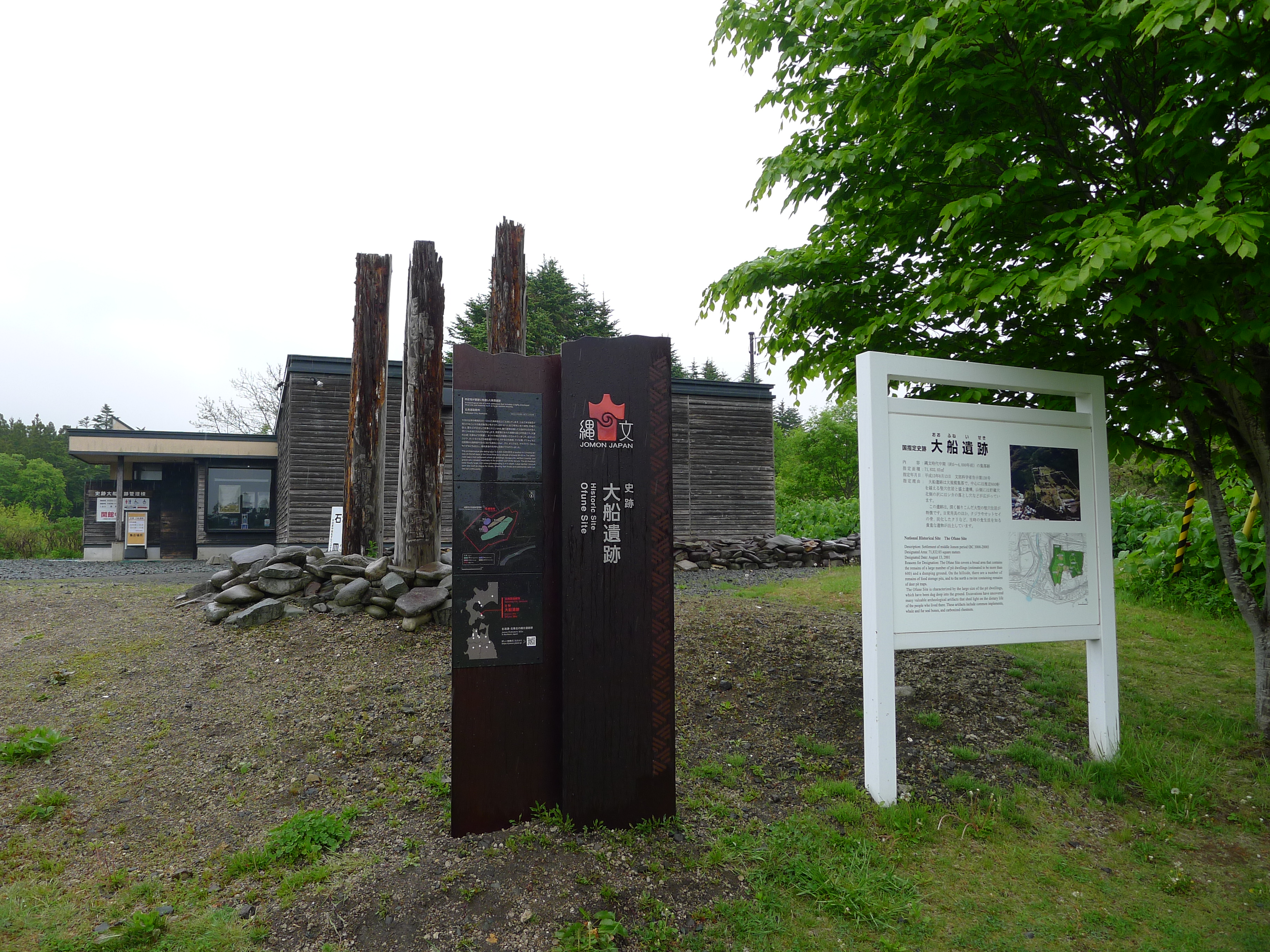
大船遺跡

大船遺跡（おおふねいせき）は、北海道函館市に所在する縄文時代の遺跡である。縄文時代前期後半（約5,200年前）から中期後半（約4,000年前）頃に至るまでの大規模な集落遺跡であり、盛土遺構や竪穴建物、フラスコ状土坑などが発見されている。2001年（平成13年）8月13日、国の史跡に指定された。2021年（令和3年）には「北海道・北東北の縄文遺跡群」として世界文化遺産に登録された。遺跡の周辺は、当時の環境を再現している「縄文の森」、竪穴建物や盛土遺構を復元している「縄文のにわ」、南茅部地域の縄文遺跡に関するパネルを展示した「管理棟」などが整備されている。

## 概要
渡島半島の内浦湾沿いに面した低位海岸段丘上に立地し、縄文時代前期後半（約5,200年前）から中期後半（約4,000年前）頃までに至る南茅部地区の大規模な集落遺跡である。100棟を超える竪穴建物跡からなる住居域と大規模な盛土遺構があり、その南西には墓や貯蔵穴を含む100基以上の土坑墓群が確認されている。北西には落し穴と遺物が分布している。
約1,000年間にわたって継続した集落は、大船川左岸の標高45メートル前後の広い段丘上に形成されており、北東北における集落構造と共通している。また、発見された竪穴建物跡は、床を深く掘り込んだ大型のものが多く、炉の付近や建物跡の長軸方向の壁際には、祭祀に係ると考えられている特殊な小土坑もある。なかには深さが2メートルを超える竪穴建物も存在した。出土遺物は約20万点で、大型のクジラやオットセイの骨、クリやクルミ、石棒や2,000点を超える多数の石皿などが出土している。
1996年（平成8年）5月に、当時の南茅部町教育委員会によって町営の墓地造成に伴う埋蔵調査が実施され、大規模な集落跡として重要性が認識されたため現状保存されることとなった。1997年（平成9年）から2000年（平成12年）まで継続的な調査が実施されている。2002年（平成14年）12月29日には展示室冬季休館中に発生した埋蔵文化財調査団事務所の火災によって出土品の一部が破損及び焼失した。
かつては出土品の大部分は函館市大船遺跡埋蔵文化財展示館で展示されていたが、同館の休館に伴い、函館市縄文文化交流センターにおいて一部が展示されている。

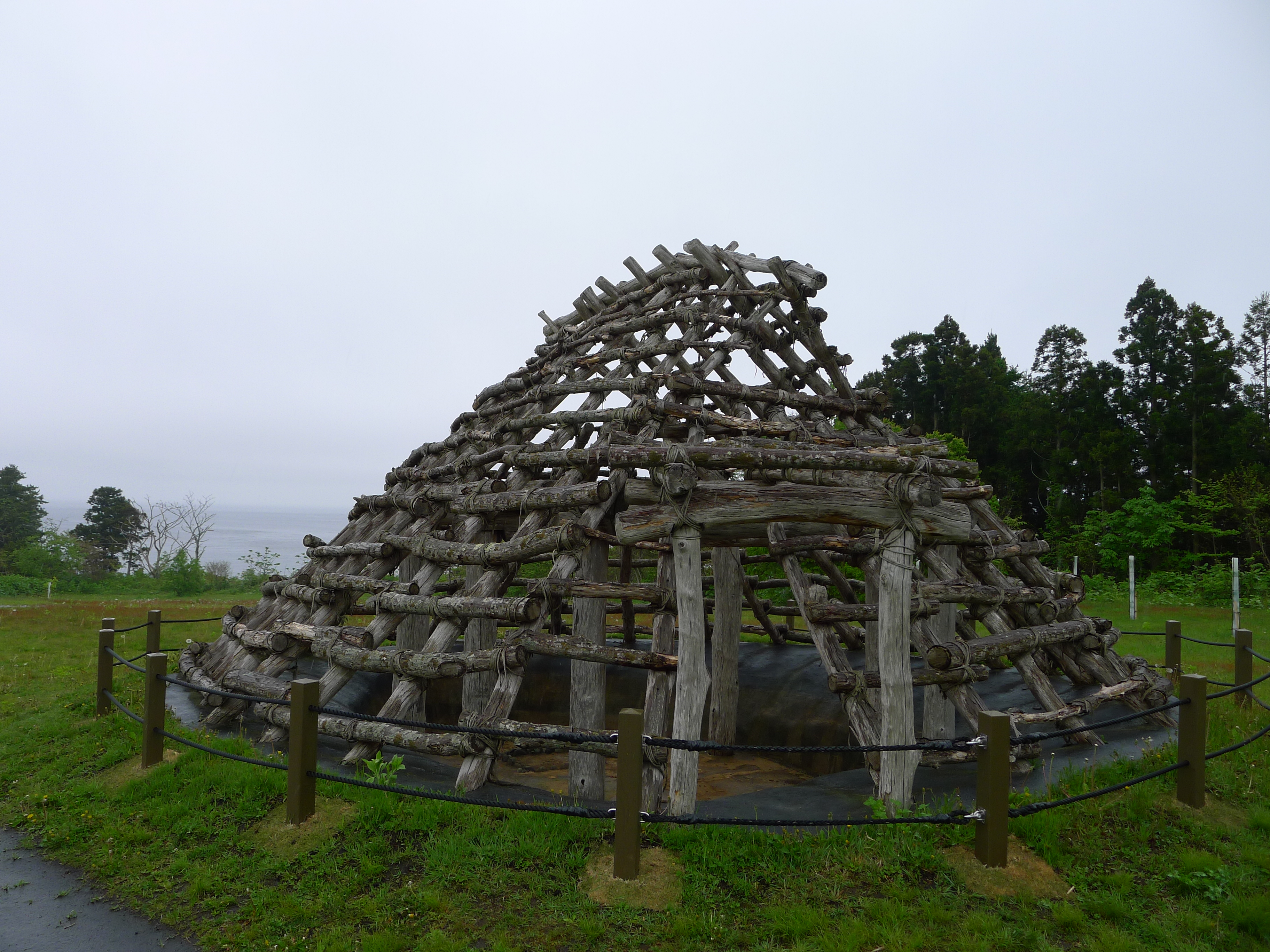
海を望む高台に再現された建物（骨組み）
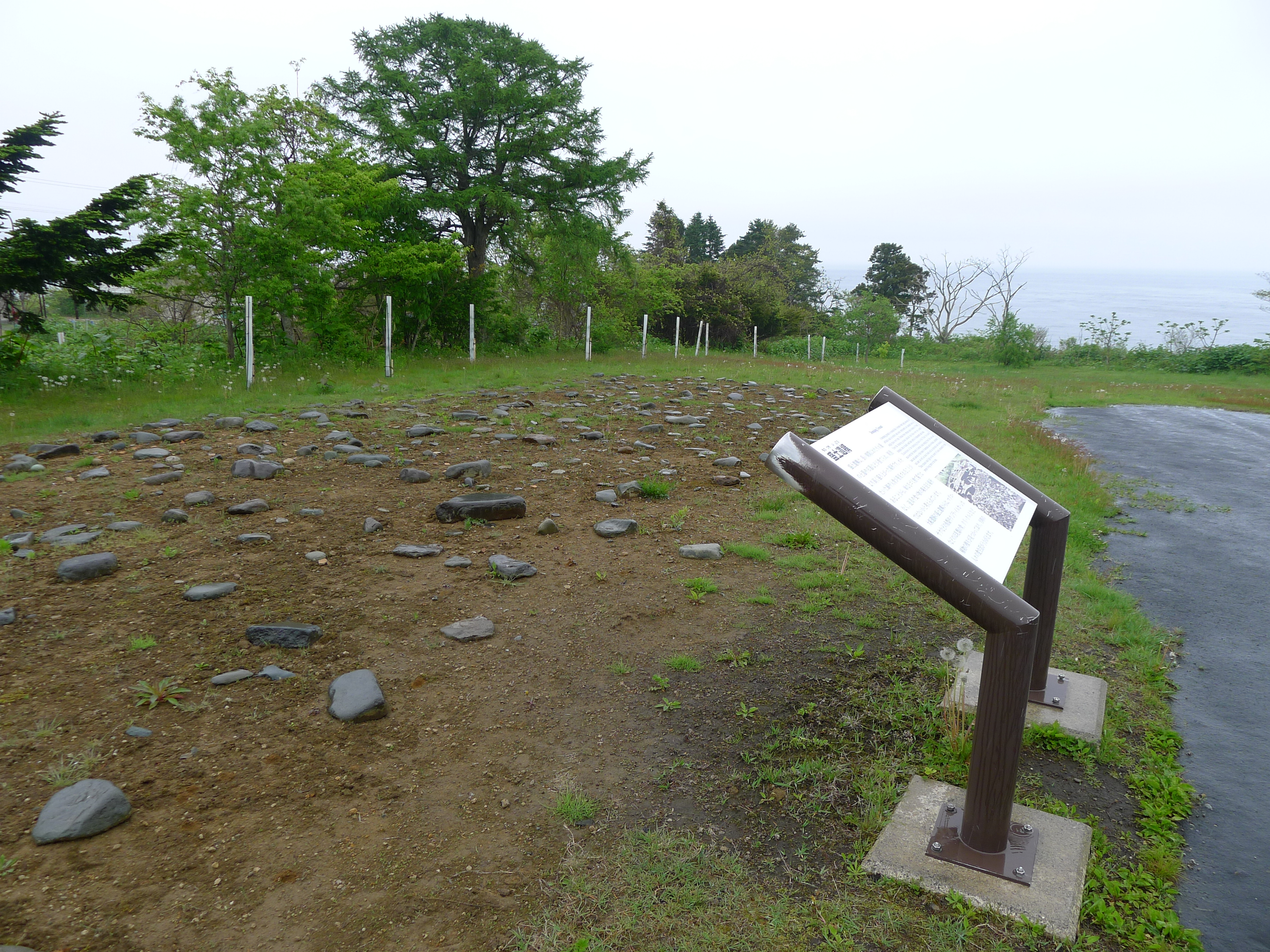
集石遺構
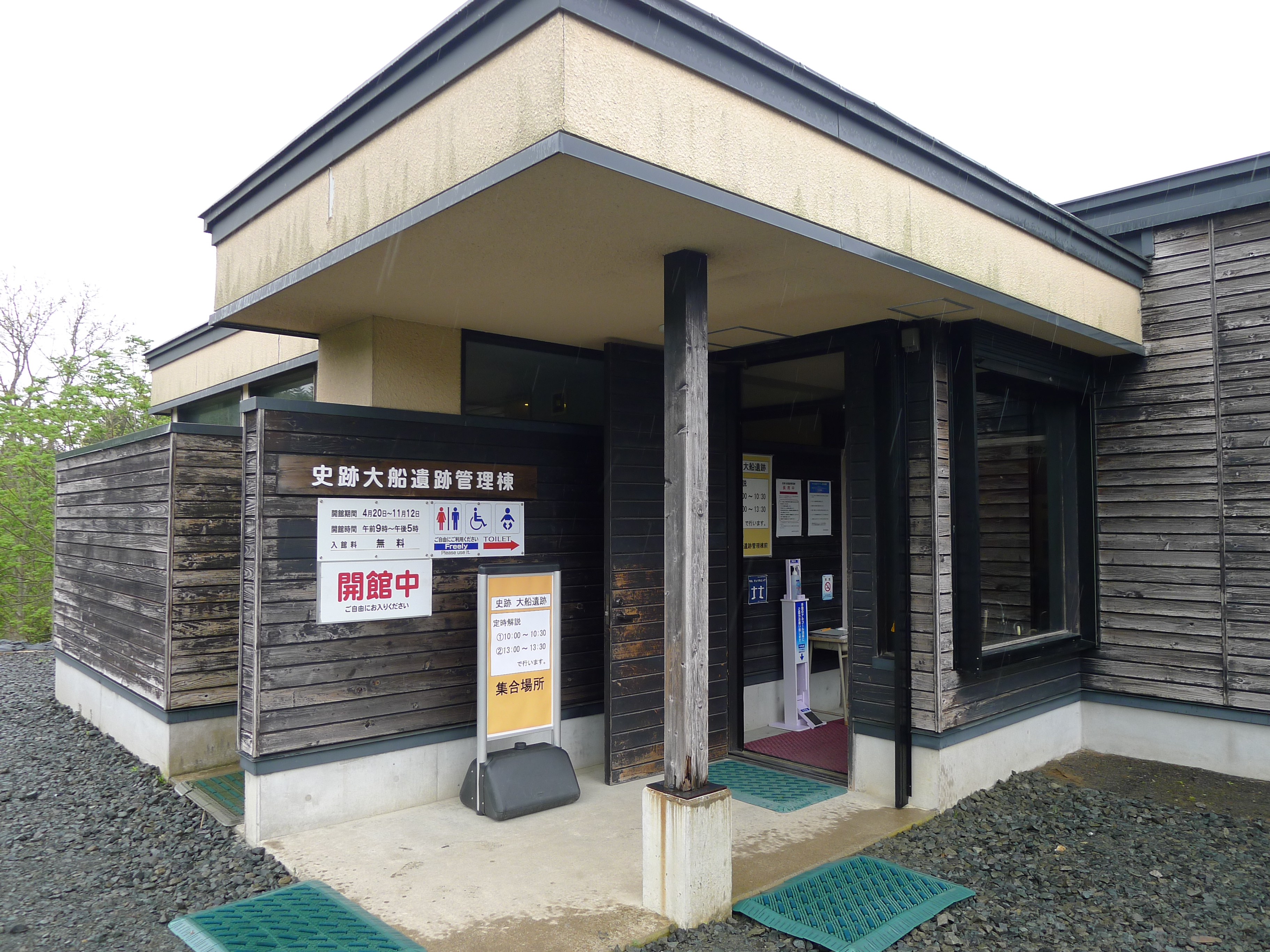
管理棟

## 沿革
- 1996年（平成8年）5月 - 調査対象面積4万平方メートルのうち調査面積4千5百平方メートルの発掘調査に着手。
- 2001年（平成13年）8月13日 - 国の史跡に指定される。指定区域の面積は71,832.03平方メートル。

## 関連施設
- 2011年（平成23年）10月1日 - 函館市縄文文化交流センターが開館した。

## 交通アクセス
- 函館駅（JR北海道函館本線）から自動車で約70分、バスで約90分
- 函館空港から自動車で約50分
- 道央自動車道（森IC）から車で約40分